# Der Lord von Barmbeck
Der Lord von Barmbeck ist ein deutscher Spielfilm aus dem Jahre 1973. Unter der Regie von Ottokar Runze spielt Martin Lüttge die Titelfigur des real existierenden Einbrecherkönigs und Berufsverbrechers Julius Adolf Petersen (1882–1933).

## Handlung
Diese Filmbiografie basiert auf den Lebenserinnerungen des Hamburger Einbrechers Julius Adolf Petersen, der als „Lord von Barmbeck“ zu zweifelhaftem Ruhm kam. Seinen Status als Volksheld verdankte er der Tatsache, dass er bei seinen Raubzügen keine körperliche Gewalt anwandte und ausschließlich Reiche bestahl. Nachdem er sich mehrfach dem Zugriff der Justiz entziehen konnte, wurde Petersen schließlich zu einer langjährigen Haftstrafe verurteilt.
Im Alter von dreizehn Jahren beginnt der kleine Julius Adolf erstmals zu stehlen, und mit achtzehn startet er seine Karriere als Geldschrankknacker. Seit seinem 36. Lebensjahr verlegt er sich ganz auf Einbrüche und Raubzüge im großen Stil. Zwischen seinen Brüchen findet Petersen noch reichlich Zeit für Frauenbekanntschaften der unterschiedlichsten Art. Zwar ist er verheiratet, doch auch eine veritable Komtesse findet an seinem maskulinen Charme und den perfekten Manieren Gefallen, ebenso wie die noch sehr junge Liesbeth, mit der er rasch anbandelt. Mit seiner Gangsterkarriere ist 1921 schließlich Schluss. Petersen wird verhaftet und kommt erst 1932 wieder auf Bewährung auf freien Fuß. Als er 1933 nach 22 weiteren Einbrüchen erneut verhaftet wird, entscheidet er sich für den Freitod, da ihm eine Entlassung nicht in Aussicht gestellt wird.

## Produktionsnotizen
Der Film wurde zwischen dem 15. März und dem 17. Oktober 1973 in Hamburg und Schleswig-Holstein gedreht, passierte am 17. Dezember 1973 die FSK und erlebte am 17. Mai 1974 seine Uraufführung. Der Verleih erfolgte durch die Constantin Film.
Der Lord von Barmbeck, basierend auf den hinter Gittern verfassten Memoiren Petersens, wurde der größte Filmerfolg in Martin Lüttges beruflicher Karriere. Der titelgebende Hamburger Stadtteil schreibt sich heute ohne c: Barmbek
Die Schauspielerin Inken Sommer, die die wichtige Rolle der Komtesse Elli übernahm, beteiligte sich auch am Drehbuch. Ihr Kollege Peter Schütte, er spielte den Grafen, starb während der Dreharbeiten.
Die Filmbauten und -kostüme wurden von Maleen Pacha entworfen. 2005 entstand eine Fernsehversion desselben Stoffs mit Ulrich Tukur in der Titelrolle.

## Kritik
In Kay Wenigers Das große Personenlexikon des Films ist in der Biografie Runzes Folgendes zu lesen: „Trotz einiger formaler Mängel gelang ihm mit diesem, seinem zweiten Kino-Werk ein recht beachtliches Zeitbild, das er mit viel Liebe zum Detail und der Ausstattung als muntere Gauner-Biographie mit ernstem Hintergrund in Szene setzte.“
Das Lexikon des Internationalen Films bemängelte in Runzes Inszenierung die Abwesenheit eines klaren Standpunktes für die Darstellung und resümierte: „Die sehr um ein sorgfältiges Arrangement von Dekor und Kostümen bemühte Inszenierung Runzes (geb. 1925) bietet immerhin ein attraktives Zeitbild.“